# Давыдов, Юрий Николаевич
Ю́рий Никола́евич Давы́дов (31 июля 1929 года, Каменец-Подольский — 21 апреля 2007 года, Москва) — советский и российский философ, социолог, специалист по проблемам истории и теории социологии, социальной философии, этики, истории философии и искусства. Основатель крупной отечественной школы в области истории и теории социологии. Разработчик новой версии теории социологии искусства, представлявшей собой попытку перевести на более конкретный уровень ряд проблем, которые до того считались прерогативой эстетики и философии искусства. Автор ряда фундаментальных работ по истории социальной философии и социологии XIX—XX веков. Занимался социальными и философскими аспектами проблемы свободы, нравственности, взаимодействия искусства и общества. Доктор философских наук, профессор. Заведующий сектором истории и теории социологии Института социологии РАН.

## Биография
Родился 31 июля 1929 года в Каменце-Подольском.
В 1952 году окончил исторический факультет Саратовского университета.
В 1958 году окончил аспирантуру Института философии АН СССР и защитил диссертацию на соискание учёной степени кандидата философских наук по теме «Борьба вокруг гегелевской „Феноменологии духа“ в западной философии XIX — второй половины XX веков».
Работал младшим научным сотрудников в секторе истории философии Института философии АН СССР.
В 1956—1958 годах написал ряд статей, посвящённых общим принципам историко-философского анализа и, в частности, «Феноменологии духа» (одна из них была опубликована в качестве предисловия к четвёртому тому «Сочинений» Гегеля).
В 1959—1962 годах работал старшим научным редактором издательства «Советская энциклопедия» — участвовал в написании статей («Вульгарный социологизм», «Иррационализм», «Монизм» и др.), организации и выпуске первых томов пятитомной «Философской энциклопедии».
Преподавал на философском факультете МГУ имени М. В. Ломоносова.
В 1963—1965 годах работал заведующим сектором философии Фундаментальной библиотеки по общественным наукам АН СССР.
В 1965—1970 годах заведовал сектором эстетики Института истории искусств Министерства культуры СССР.
С 1970 года работал в Институте социологии АН СССР/РАН, главный научный сотрудник, заведующий сектором истории социологии и общей социологии.
В 1977 году защитил диссертацию на соискание учёной степени доктора философских наук по теме «Критика социально-философских воззрений Франкфуртской школы».
Ответственный редактор книги «История теоретической социологии» в 4 т. (М., 1995—2000) и автор большинства разделов и глав этого издания.

## Научная деятельность
В начале своей научной деятельности Ю. Н. Давыдов написал цикл статей, посвящённых критическому анализу неогегельянства. Итогом этого промежутка стала монография «Труд и свобода», которая была позднее переведена на немецкий, итальянский и другие языки. Её выход дал основание некоторым зарубежным учёным считать Ю. Н. Давыдова одним из основателей российско-советской (полуофициальной) версии неомарксизма. Занимался и руководил рядом научно-библиографических изданий по истории философии. Продолжал работу в социальной философии, исследовал проблемы социологии искусства, что нашло своё выражение в социально-философском истолковании античной эстетики, а также критическом анализе современной западной теории социологии искусства. Написал серию статей о Теодоре Адорно, разрабатывал собственную теорию социологии искусства, перенеся на новый уровень ряд проблем, которые раннее были областью исследований эстетики и философии искусства. Этому же кругу вопросов был посвящён цикл из трёх монографий и большое число статей. В это же время разрабатывал проблематику типологизации восприятия искусства обществами различными эпох и социальными слоями.
Ю. Н. Давыдов сочетал эстетико-социологическую типологизацию отношения к искусству и художественной культуре с более широким, социально-философским и теоретико-социологическим рассмотрением современного западного сознания. Главным здесь становится своеобразие современного западного сознания, рассмотренного в ходе его эволюции и появления новейших тенденциях. Средоточием оказывается гедонистически-потребительский тип сознания, который недвусмысленно противостоит традиции, заложенной протестантизмом с его «хозяйственной этикой». Именно поэтому Ю. Н. Давыдов кропотливо занимался вопросами социологии культуры и социологии современной западной культуры.
Начиная с 1980 года, Ю. Н. Давыдов углублённо занимался историей социальной философии и теории социологии, в особенности социологии Макса Вебера. Он известен также своими литературно-критическими и публицистическими работами. В последние годы он опубликовал две серии статей о тоталитаризме и о судьбах трудовой этики в «постсоветской России» (журналы «Наука и жизнь», «Вопросы философии», «Диалог» и др.), а также статьи по проблемам трудовой этики.
В начале 2000-х годов областью научных исследований Ю. Н. Давыдова стал новый российский капитализм как проблема, исследуемая средствами теоретической социологии.

## Семья
- Младший брат — Валерий Николаевич Давыдов (род. 1940), депутат Саратовской областной Думы
- Первая жена — Нина Александровна Давыдова (Цеделер) (1932—1985), сценарист
  - дочь — Елена Юрьевна Давыдова
  - сын — Андрей Юрьевич Давыдов (род. 1957), священник, иконописец
- Вторая жена — Пиама Гайденко (1934—2021), историк философии и социологии.

## Научные труды
С некоторыми работами Давыдова Ю. Н. можно ознакомиться на официальном сайте Института социологии РАН (ко многим из них есть полный текст).

### Монографии
- Давыдов Ю. Н. Искусство и элита. — М.: Искусство, 1966.
- Давыдов Ю. Н. Искусство и революция: Толстой и Блок, Маяковский и Эйзенштейн. — М., 1967. (Книга вышла только на английском и японском языках.)
- Давыдов Ю. Н. Искусство как социологический феномен. К характеристике эстетико-политических взглядов Платона и Аристотеля. — М.: Наука, 1968.
- Давыдов Ю. Н. Эстетика нигилизма (искусство и «новые левые»). — М.: Искусство, 1975.
- Давыдов Ю. Н. Бегство от свободы. — М.: Художественная литература, 1978.
- Давыдов Ю. Н., Роднянская И. Б. Социология контркультуры (инфантилизм как тип миросозерцания и социальная болезнь) / АН СССР, Ин-т социол. исследований. — М.: Наука, 1980. — 264 с.
- Давыдов Ю. Н. «Неомарксизм» и проблема социологии культуры / Под ред. А. П. Соколовского. — М., 1980.
- Давыдов Ю. Н. и др. Буржуазная социология на исходе XX века: Критика новейших тенденций / Отв. ред. В. Н. Иванов. — М.: Наука, 1986.
- Давыдов Ю. Н. и др. США глазами американских социологов. Политика, идеология, массовое сознание. Кн. 2 / Ред. В. Н. Иванов, Ю. Н. Давыдов. — М.: Наука, 1988.
- Давыдов Ю. Н. Этика любви и метафизика своеволия (проблемы нравственной философии). — М.: Молодая гвардия, 1989.
- Давыдов Ю. Н., Гайденко П. П. История и рациональность. Социология Макса Вебера и веберовский ренессанс. — М.: Политиздат, 1991. — ISBN 5-250-00757-0; 3-е изд. — М.: КомКнига, 2010. — ISBN 978-5-484-01084-4.
- Давыдов Ю. Н. Макс Вебер и современная теоретическая социология: Актуальные проблемы веберовского социологического учения. — М.: Мартис, 1998. — 510 с. — ISBN 5-7248-0056-X.
- Давыдов Ю. Н. и др. Критика современной буржуазной теоретической социологии / Ред. Г. В. Осипов. — М.: Наука, 2003.

### Статьи
- Давыдов Ю. Н. Царь Эдип, Платон и Аристотель // Вопросы литературы. — 1964. — № 1.
- Давыдов Ю. Н. Идея рациональности в социологии музыки Теодора Адорно // Кризис буржуазной культуры и музыка. — М.: Музыка, 1976. — С. 49—105.
- Давыдов Ю. Н. Арьергардные бои музыкального «авангарда» // Кризис буржуазной культуры и музыка. — М.: Музыка, 1983. — С. 67—125.
- Давыдов Ю. Н. Кто ты, гомо экономикус? // Наука и жизнь. — 1990. — № 11. — С. 106—111.
- Давыдов Ю. Н.  «Картины мира» и типы рациональности: Новые подходы к изучению социологического наследия Макса Вебера [: послесловие] // Вебер М. Избранные произведения / Сост. и общ. ред. Ю. Н. Давыдова, предисл. П. П. Гайденко. — М.: Прогресс, 1990. — 808 с. — ISBN 5-01-001584-6. — (Социологич. мысль Запада). — С. 735—770.
- Давыдов Ю. Н. Уточнение понятия «интеллигенция»; Современная российская ситуация в свете веберовской типологии капитализма // Куда идёт Россия? Альтернативы общественного развития. Вып. 1: Международный симпозиум 17—19 декабря 1993 г. / Под общ. ред. Т. И. Заславской, Л. А. Арутюнян. — М.: Интерпракс, 1994. — ISBN 5-85235-109-1. — C. 244—245; 266—277.
- Давыдов Ю. Н. Вебер и Булгаков (христианская аскеза и трудовая этика) // Вопросы философии. — 1994. — № 2.
- Давыдов Ю. Н. М. Вебер и проблема интерпретации рациональности // Вопросы социологии. — 1996. — № 6. — С. 71—77.